# Courtney Henggeler
Courtney Healy Henggeler, född 11 december 1978 i Phillipsburg, New Jersey, är en amerikansk skådespelerska som är mest känd för rollen som Amanda LaRusso i Youtubeserien Cobra Kai. Hon har även medverkat som Missy i The Big Bang Theory.